# Les Étrangers
Pour les articles homonymes, voir Les Étrangers (homonymie).
Pour plus de détails, voir Fiche technique et Distribution.
Les Étrangers est un téléfilm français réalisé par Philippe Faucon, sorti en 1998.

## Synopsis
Le film retrace le parcours d'un jeune beur homosexuel devenu casque bleu en Bosnie-Herzégovine à l'occasion de son service militaire dans l'armée française. À travers le regard du héros, le réalisateur décrit le quotidien des jeunes soldats plongés dans l'inaction, d'où naissent les tentations de la violence.

## Fiche technique
- Titre : Les Étrangers
- Réalisation : Philippe Faucon
- Production : Humbert Balsan
- Scénario : Philippe Faucon, libemement adapté du récit « Paris-Bihac » de Marc Benda et François Crémieux  et d'entretiens avec David Fristot, Brahim Arbia, Bouchta Saïdoun.